# Desperdiçou
"Desperdiçou" é uma canção da dupla pop brasileira Sandy & Junior, lançada como segundo single do álbum Identidade (2003). A canção se tornou o maior hit do álbum, ficando entre as mais executadas nas rádios.

## Composição
"Desperdiçou" é uma composição dos músicos Liah, Dani Monaco e Rique Azevedo. Sandy comentou a produção da canção dizendo:
"Meu irmão recebeu a música e ouviu à noite, eu já estava indo dormir e ele ficou tocando, tocando, porque também gostou logo de cara. Eu dormi ouvindo aquela música e acordei com ela na cabeça. Eu nem conhecia, nunca tinha ouvido antes. Então, já dava pra ver que a música era boa, ela tinha uma coisa pop legal. Aí, a gente mostrou pros nossos pais, no dia seguinte, e eles adoraram; depois, pro pessoal da gravadora e eles adoraram. Foi unânime. [...] É uma das minhas músicas preferidas do CD. Ela tem tudo: balanço, charme, alguns elementos diferentes... A gente inventou umas coisinhas ali, que eu achei que ficaram legais, ficaram simpáticas."
Numa análise à carreira da dupla, o portal g1 descreveu a canção como um "pop comportado, com bons falsetes e arranjo levemente dançante, com arranjo de metais e bateria suingada."

## Outras versões
A canção ganhou novos arranjos e foi incluída no CD/DVD Acústico MTV (2007), último projeto da dupla. Sandy fez uma versão folk rock da canção e incluiu em seu segundo álbum ao vivo, Meu Canto (2016).

## Videoclipe
No videoclipe da música, Sandy é uma jornalista que está cobrindo uma matéria onde Junior está fugindo da polícia e familiares, por sequestrar uma noiva, sua ex-namorada, no dia do seu casamento. O videoclipe foi dirigido por Picky Talarico e gravado em Buenos Aires, na Argentina. O clipe ganhou o prêmio de "Videoclipe Nacional Favorito" no Meus Prêmios Nick 2004.

### Prêmios e indicações
| Ano  | Prêmio                 | Categoria                    | Resultado |
| ---- | ---------------------- | ---------------------------- | --------- |
| 2004 | Meus Prêmios Nick      | Videoclipe Nacional Favorito | Venceu    |
| 2004 | MTV Video Music Brasil | Videoclipe do Ano            | Indicado  |
| 2004 | MTV Video Music Brasil | Escolha da Audiência         | Indicado  |
| 2004 | MTV Video Music Brasil | Videoclipe de Pop            | Indicado  |
| 2004 | MTV Video Music Brasil | Edição em Videoclipe         | Indicado  |
| 2004 | Prêmio Multishow       | Melhor Clipe                 | Indicado  |